# Archidiocèse de Gniezno
 (novembre 2018).
Si vous disposez d'ouvrages ou d'articles de référence ou si vous connaissez des sites web de qualité traitant du thème abordé ici, merci de compléter l'article en donnant les références utiles à sa vérifiabilité et en les liant à la section « Notes et références ».
L’archidiocèse de Gniezno (en latin : Archidioecesis Gnesnensis, en polonais : Archidiecezja gnieźnieńska) est le principal archidiocèse métropolitain de l'Église catholique en Pologne.  La province ecclésiastique a pour suffragants les diocèses de Bydgoszcz et de Włocławek, couvrant l'est de la Grande-Pologne. Le titulaire actuel de l'archidiocèse est Wojciech Polak, il a pour évêque auxiliaire : Krzysztof Jakub Wętkowski.
La fondation de l'archidiocèse, lors du congrès de Gniezno en l'an mil, marqua la création de l’Église de Pologne, en hommage au martyre de l'évêque Adalbert de Prague (Wojciech). Traditionnellement, l'archevêque de Gniezno porte le titre de primat de Pologne.

## Territoire
L'archidiocèse comprend la partie orientale de la voïvodie de Grande-Pologne et la partie sud-ouest de celle de Couïavie-Poméranie.
Le siège archiépiscopal est à Gniezno, où se trouve la cathédrale Notre-Dame-de-l'Assomption-et-Saint-Adalbert. Outre la cathédrale, l'archidiocèse compte quatre autres basiliques mineures : la basilique des Saints-Pierre-et-Paul (de) à Kruszwica ; celle du Saint-Nom-de-Marie (de) à Inowrocław ; la basilique Notre-Dame-Reine-de-l'Amour-et-de-la-Paix (pl) à Markowice (municipalité de Strzelno) ; et celle de Notre-Dame-de-l'Assomption-et-de-Saint-Michel-Archange (de) à Trzemeszno.
Le territoire couvre 8 122 km², et il est divisé en 30 doyennés et 268 paroisses.

## Histoire

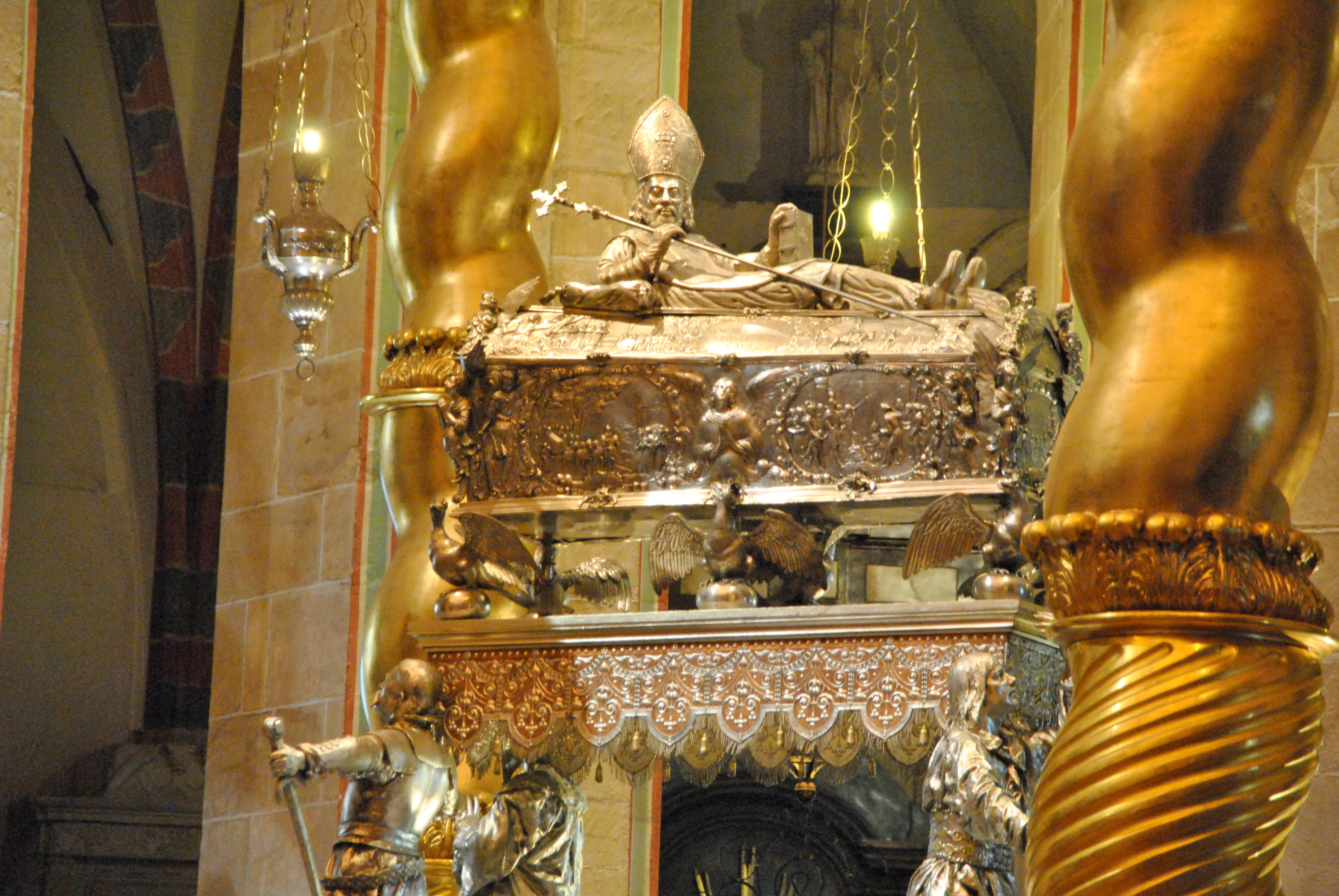
Cercueil d'argent d'Adalbert de Prague dans le chœur de la cathédrale.

L’archevêché fut créé par le duc Boleslas Ier de Pologne en vertu de l’acte de Gniezno, décrété par l’empereur Otton III du Saint-Empire à la requête de Boleslas. Comme diocèse métropolitain indépendant, il est placé directement sous la seule autorité du pape. Otton III, qui était alors en pèlerinage sur la tombe de son ami l’évêque Adalbert, assassiné en 997 et inhumé à Gniezno, s’assura ensuite de l'accord du pape Sylvestre II. En février 1000, l'empereur entre la cité pieds nus et l'évêque Unger de Poznań lui accompagne au tombeau où il fait édifier un autel.
Otton III fonde alors la province ecclésiastique de Gniezno, de sorte que les nouveaux évêchés de Cracovie en Petite-Pologne, de Wrocław en Silésie et de Kołobrzeg en Poméranie se trouvent sous l’autorité de l'archevêque. Toutefois, l'évêque Unger a opposé son veto; il en resulte que son évêché de Poznań, le diocèse le plus ancien de Pologne, reste initialement en dehors de la sphère d’influence de l’archevêché. 
Pour premier archevêque (métropolite) de Gniezno, le choix se porta sur le moine Radzim Gaudenty, un demi-frère d'Adalbert. Les trois évêques suffragants placés sous son autorité sont Poppon de Cracovie, Jean de Wrocław et Reinbern de Kołobrzeg, un natif de la Saxe. Quelques années plus tard, le diocèse de Kołobrzeg, gouverné jusque-là par l’évêque Reinbern, est reconquis par les tribus poméraniens et dissous. Vers 1075, l’évêché de Poznań fut rattaché à la province ecclésiastique de Gniezno. En 1136, le pape Innocent II par la Bulle de Gniezno confirma le statut de l’archevêque polonais de Gniezno et la subordination des diocèses suffragants.
Le métropolite de Gniezno couronnait les ducs et rois de Pologne et à partir de 1412 il fut primat de l'union de Pologne et de Lituanie. À la suite de la seconde paix de Thorn en 1466, le diocèse de Chełmno en Prusse devint suffragant de Gniezno; puis en 1572 l’archevêque, en tant que primat de la république des Deux Nations, obtenait la charge de régent (interroi) en cas de vacance du trône. 
En 1821, le pape Pie VII, par la bulle De salute animarum retrancha le diocèse de Wrocław (Breslau) — dont le territoire silésien appartenait aux pays de la couronne de Bohême depuis le XIVe siècle et était en grande partie conquis par le royaume de Prusse en 1742 — de la province de Gniezno pour le placer directement sous l’autorité du Saint-Siège. Par la même occasion, l'archevêché de Gniezno se trouvait en union personnelle avec l’archevêché de Poznań; les deux sièges archiépiscopales se retrouvaient également sous l'administration prussienne lors des partages de la Pologne à la fin du XVIIIe siècle. Après la renaissance de la Pologne, l'union avec Poznań a été suspendu en 1946 et en même temps, l'archevêque August Hlond est nommé primat et métropolite de Gniezno et Varsovie. En vertu de la restructuration des diocèses polonais résultant de la constitution apostolique Totus Tuus Poloniae Populus du 25 mars 1992, le pape Jean-Paul II dissout l’union personnelle des diocèses de Gniezno et de Varsovie.

## Légats apostoliques

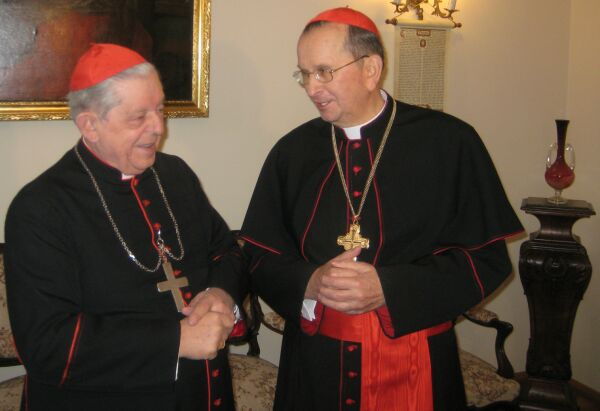
L'archevêque Henryk Muszyński (à droite) et le cardinal Józef Glemp portant le pourpre (2009).

Comme les archevêques de Cologne, d'Esztergom-Budapest, de Prague et de Salzbourg, les métropolites de Gniezno portent le titre des legati nati dont la légation est liée à leur office. Cette expression marque l'étendue de leur autorité : ils sont l'équivalent du pape dans le territoire de Pologne dans lequel ils sont envoyés du Saint-Siège. Un vêtement dit « pourpre » est portée par les archevêques, un signe de leur dignité équivalent au pourpre réservé aux cardinaux.